# Craterellus sinuosus
Craterellus sinuosus (Elias Magnus Fries, 1821 ex Elias Magnus Fries, 1838), sin. Pseudocraterellus undulatus (Christian Hendrik Persoon, 1825 ex Stephan Rauschert, 1987), cunoscut în România sub numele trompete mici, este o ciupercă comestibilă a încrengăturii Basidiomycota, din ordinul Cantharellales, în familia Cantharellaceae și de genul Craterellus, al cărui epitet este derivat din cuvintele latine (latină sinuosus=curbat, sinuos, bogat în pliuri) respectiv (latină undulatus= bogat în unde, unduind). Această specie coabitează, fiind un simbiont micoriza (formează micorize pe rădăcinile arborilor). Ea crește în România, Basarabia și Bucovina de Nord aproape mereu în grupuri destul de mari, dezvoltându-se preferat pe soluri sărace și umede în păduri de foioase și mixte, în primul rând sub fagi, dar ocazional de asemenea sub stejari. Specia nu este omniprezentă, dar în zonele, unde apare din (iulie) august până în octombrie (noiembrie), se poate găsi frecvent și în cantități suficiente.

## Descriere

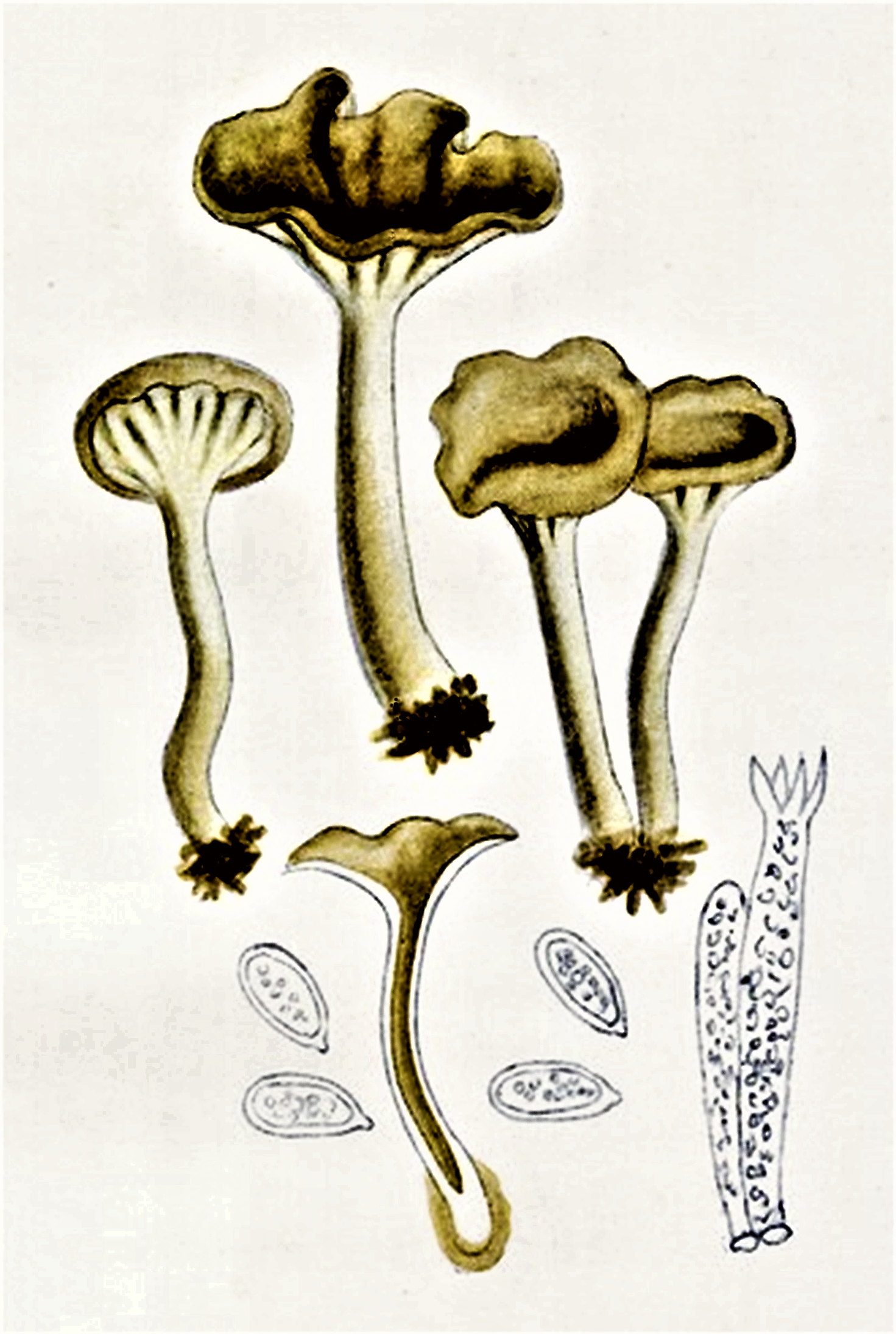
Bres.: Craterellus crispus

- Corpul fructifer: are are un diametru de 3-6 cm, este foarte fin pâslos până fibros, câteodată ușor canelat și destul de subțire. Seamănă inițial unei farfurii, fiind rotunjit, proporționat, dar deja adâncit, cu o bordură alb-gălbuie la margine. Aspectul schimbă repede luând forma unei trompete sau pâlnii. Marginea este atunci intens lobată, ondulată, creață și franjurată, la bătrânețe adesea crăpată adânc. Coloritul variază de la gri-cenușiu, la brun-gălbui și gri-brun, fiind pe timp uscat mai deschis.
- Stinghiile:  sunt destul de groase, marcate doar slab, ferm conectate la corpurile de fructificare, de multe ori bifurcat-reticulate, lung decurente la picior și de culoare gri-gălbuie până gri-brună.
- Piciorul: are o lungime de 3-6 cm și o grosime de 0,4-1 cm, este marcant, neted, spre bază plin, în rest gol, lărgit spre pălărie în formă de trompetă. Coloritul este gri-cenușiu până ocru.
- Carnea: Coloritul tinde de la slab gri la palid gri-brun, este subțire, fragilă, cu un miros slab fructuos, ceva asemănător buretelui galben și cu gust plăcut.[7][8]
- Caracteristici microscopice: Sporii sunt elipsoidali până ovoidali, netezi cu conținut granulos, neamilozi (nu intră într-o reacție chimică cu iod) și au o mărime de 10-127 x 7-8 microni. Datorită pulberii albe produsă în mase, ciuperca apare astfel la bătrânețe alb-brumată. Basidiile cu 4 sterigme de 2-9 μm fiecare sunt clavate, măsurând 70-90 x 6-9 microni. Cistidele (elemente sterile situate în stratul himenal sau printre celulele din pielița pălăriei și a piciorului, probabil cu rol de excreție) asemănătoare în aspect sunt mai mici și rotunjite la vârf.[9][10]
- Reacții chimice: Corpul fructifer se colorează  cu Hidroxid de potasiu negru.[11]

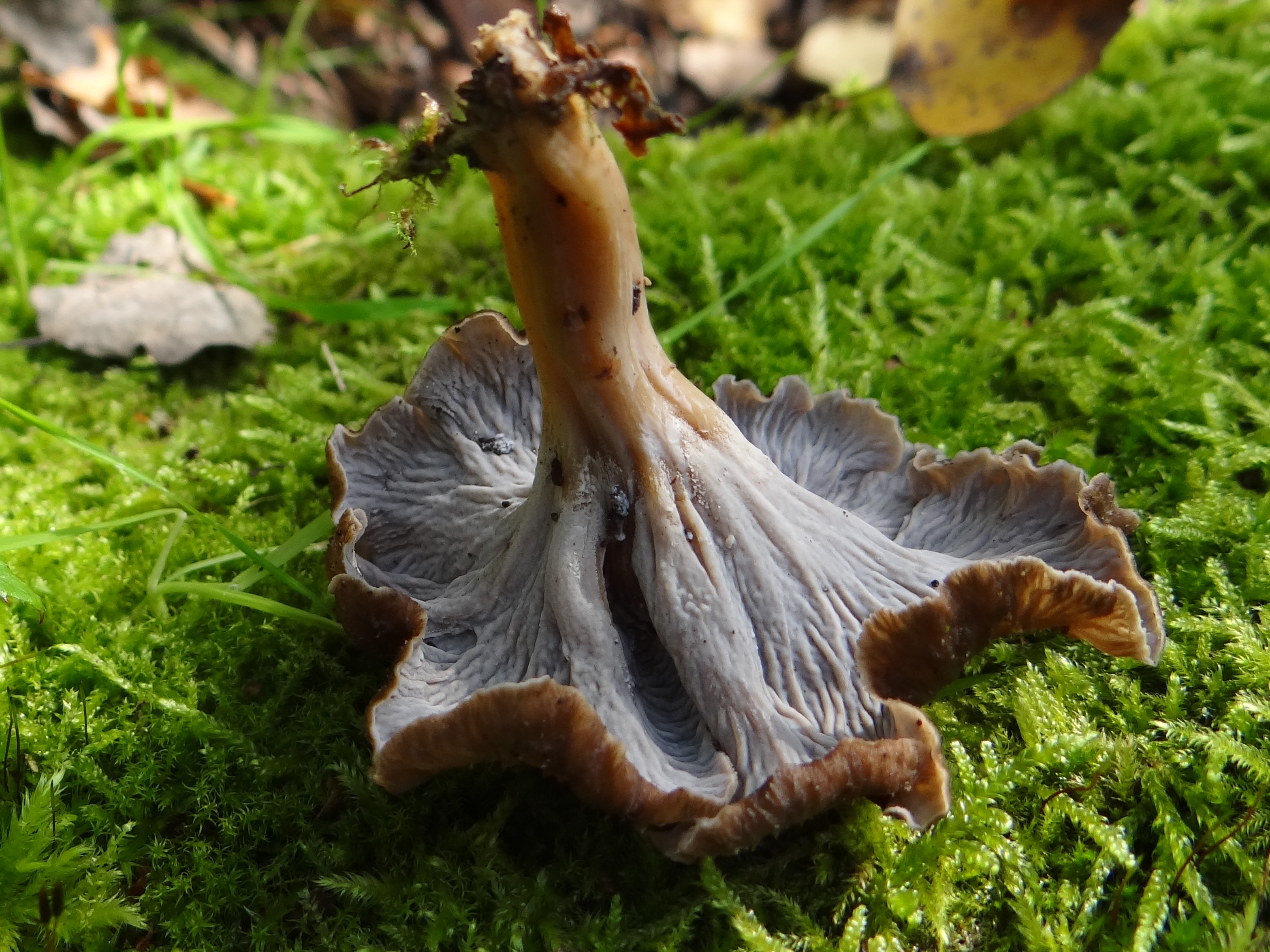
C. sinuosus. stinghii și picior
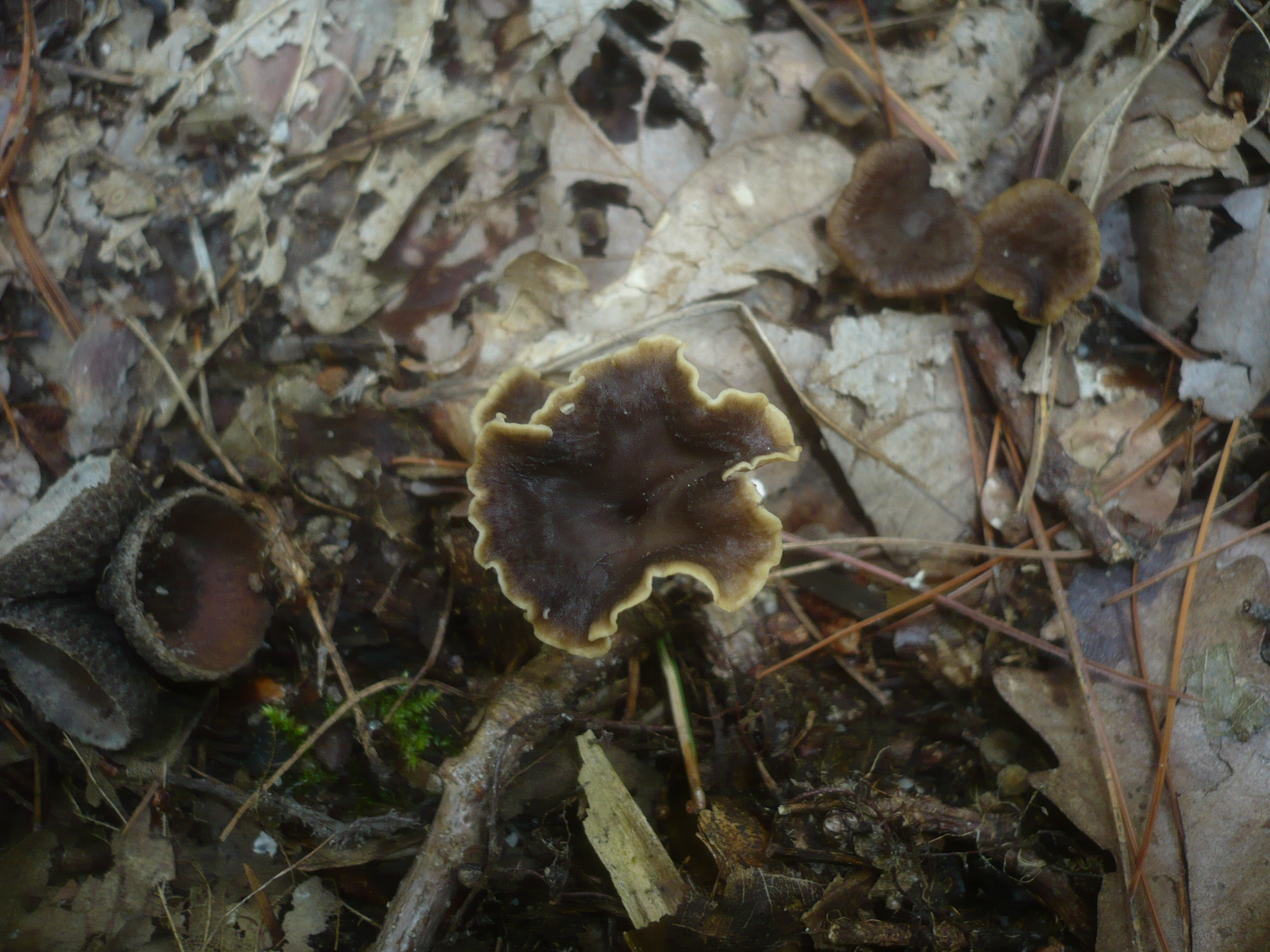
C. sinuosus mai tinere
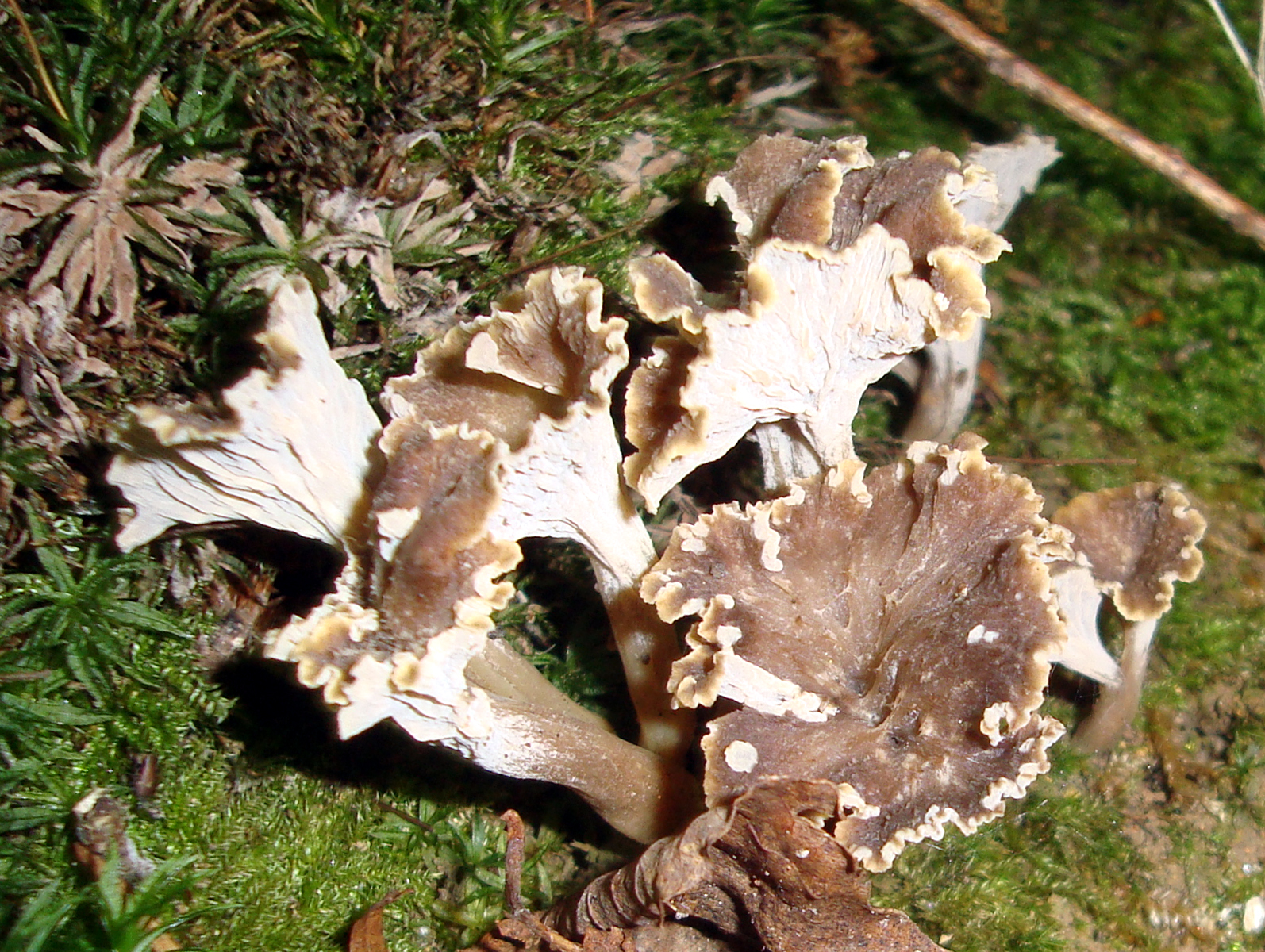
C. sinuosus bătrâne

## Confuzii
În mod general, acest burete poate fi confundat numai cu alte soiuri cu toate comestibile de genul Cantharellus, Craterellus sau Gomphus, ca de exemplu cu Cantharellus carbonarius sin. Geopetalum carbonarius, Cantharellus cinereus, Craterellus cornucopioides, Cantharellus ianthinoxanthus, Cantharellus melanoxeros sin.Craterellus melanoxeros (foarte gustos), Craterellus tubaeformis, sau chiar cu mai marele Gomphus clavatus. respectiv cu Camarophyllopsis atropuncta (necomestibil), Helvella corium (probabil otrăvitor), Urnula craterium (necomestibil) sau chiar cu mai marele Gomphus clavatus.

## Specii asemănătoare în imagini

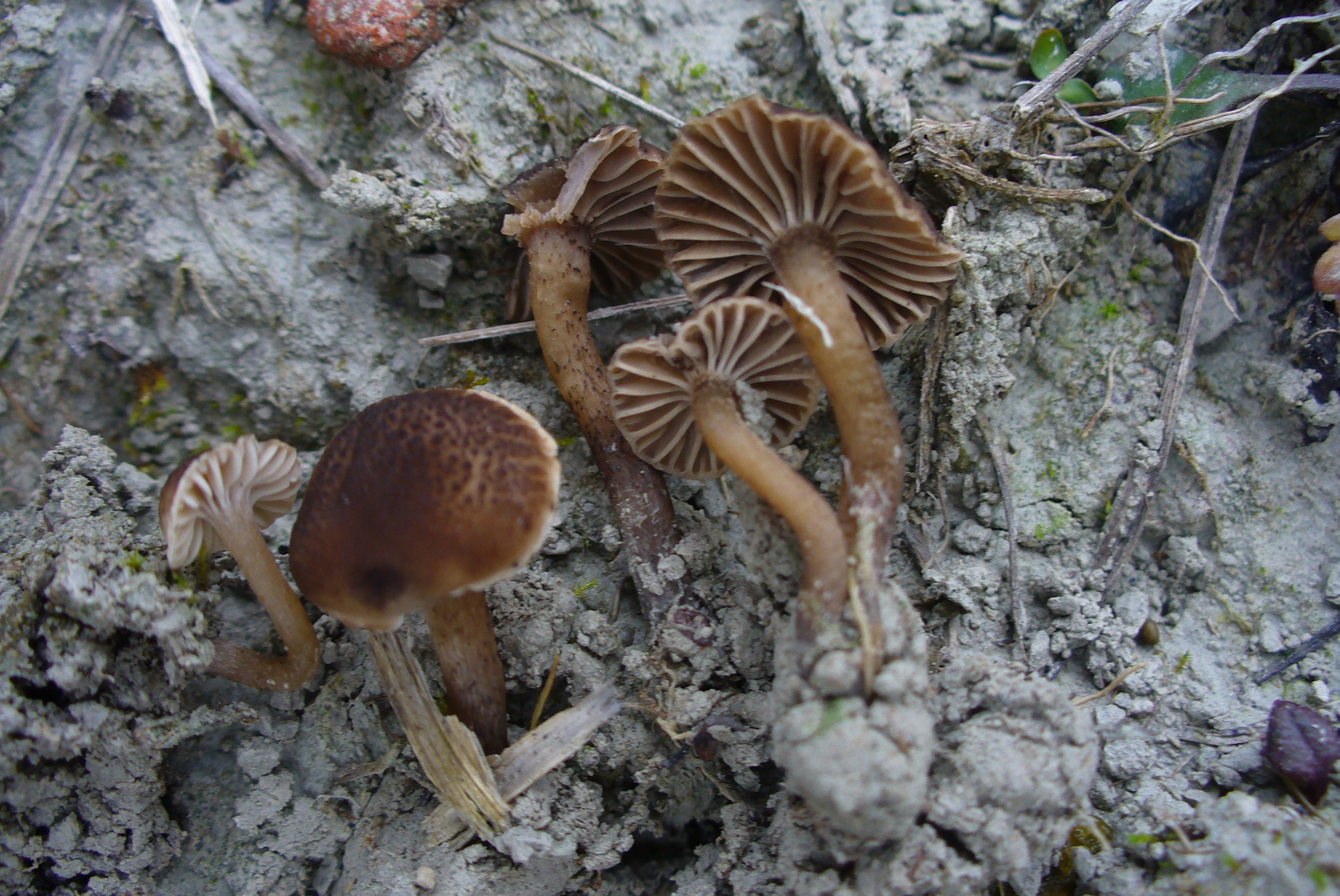
!Camarophyllopsis atropuncta!
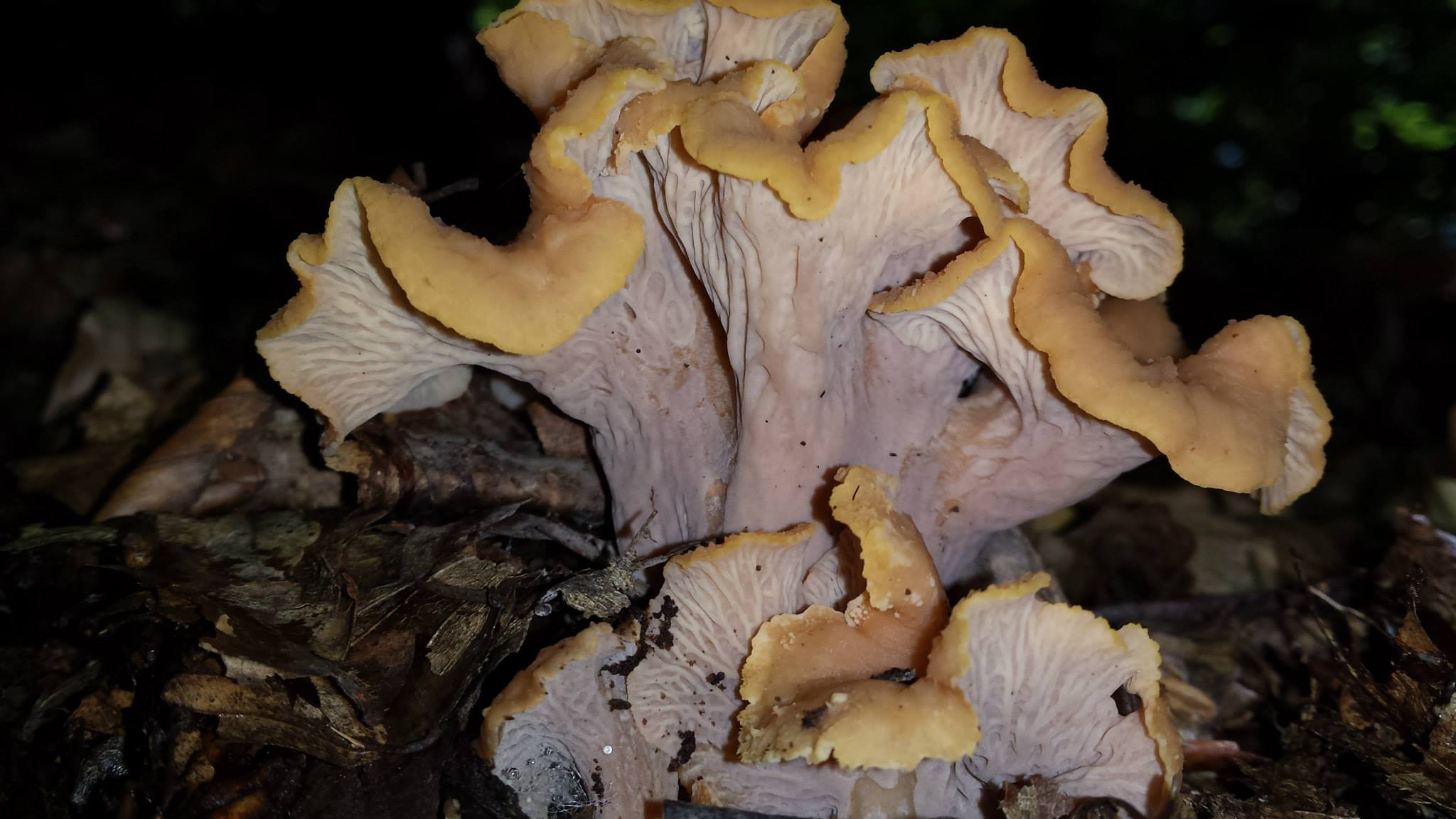
Cantharellus ianthinoxanthus
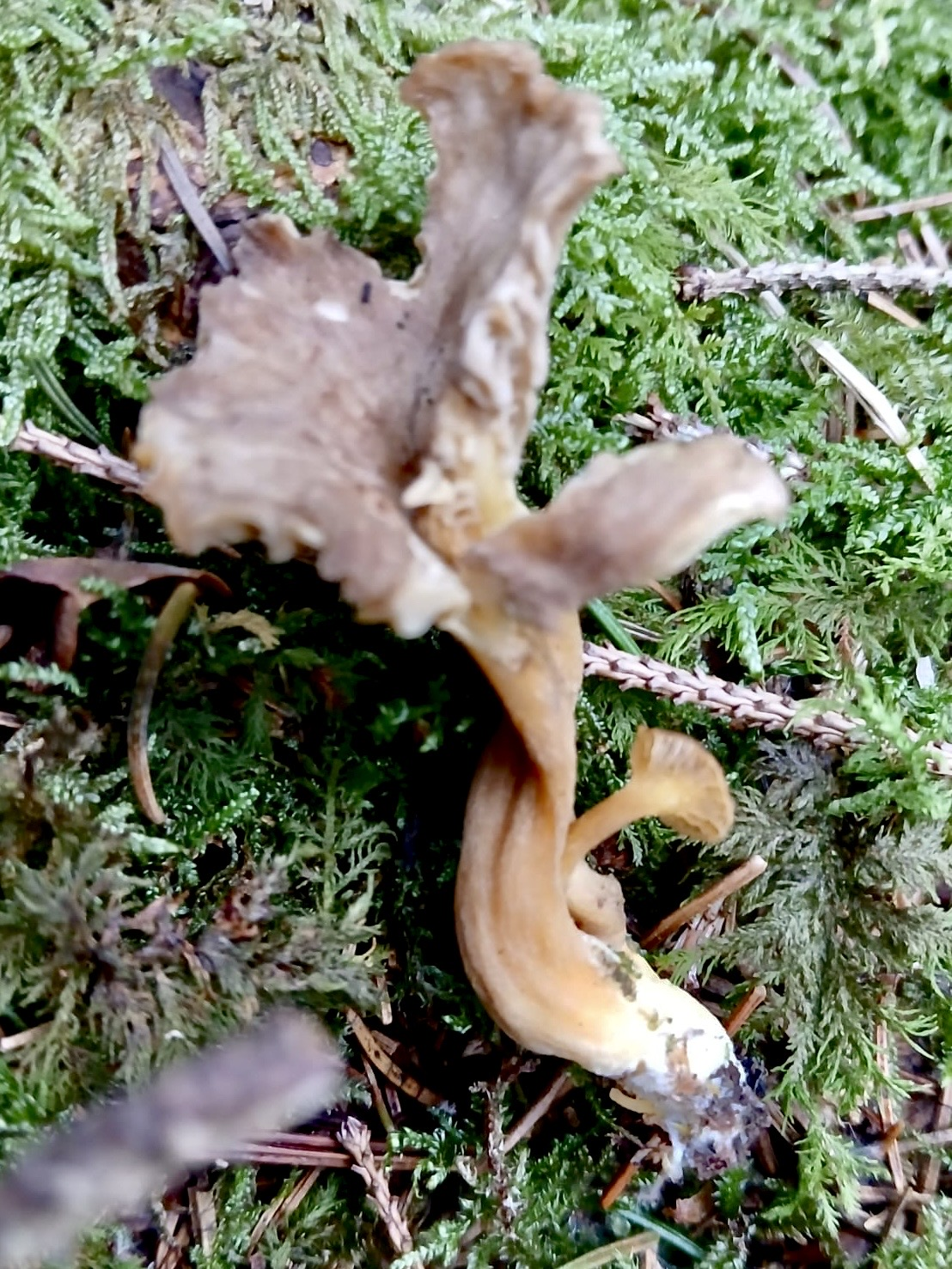
Cantharellus melanoxeros
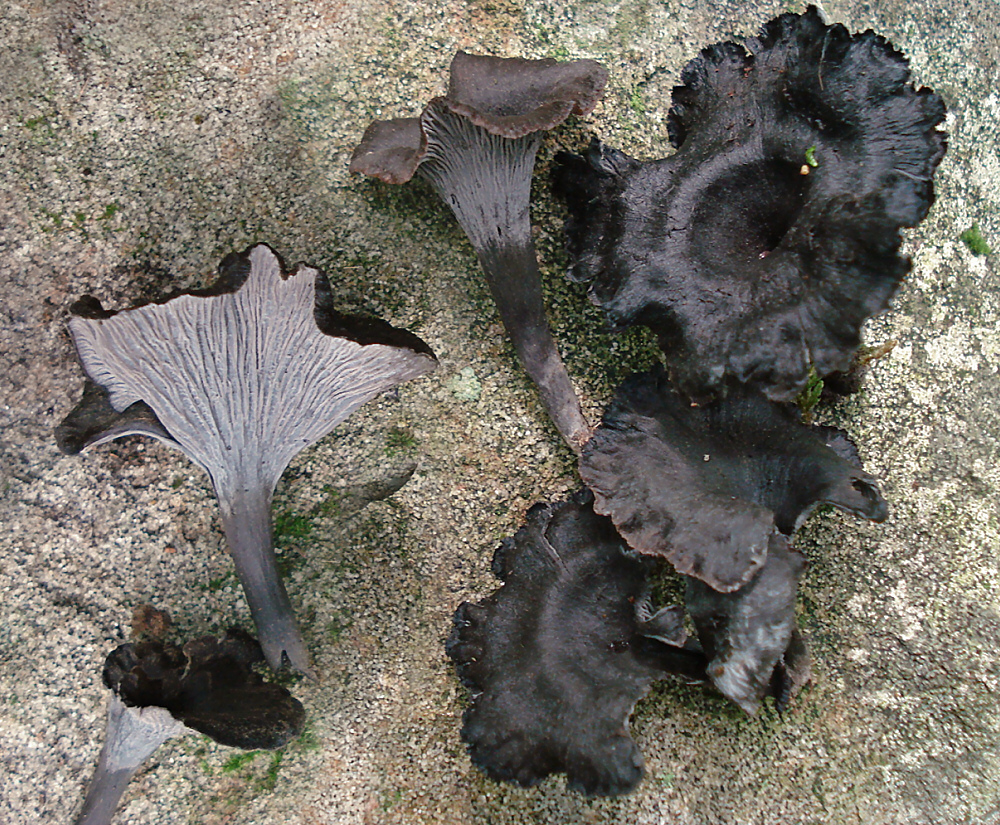
Craterellus cinereus
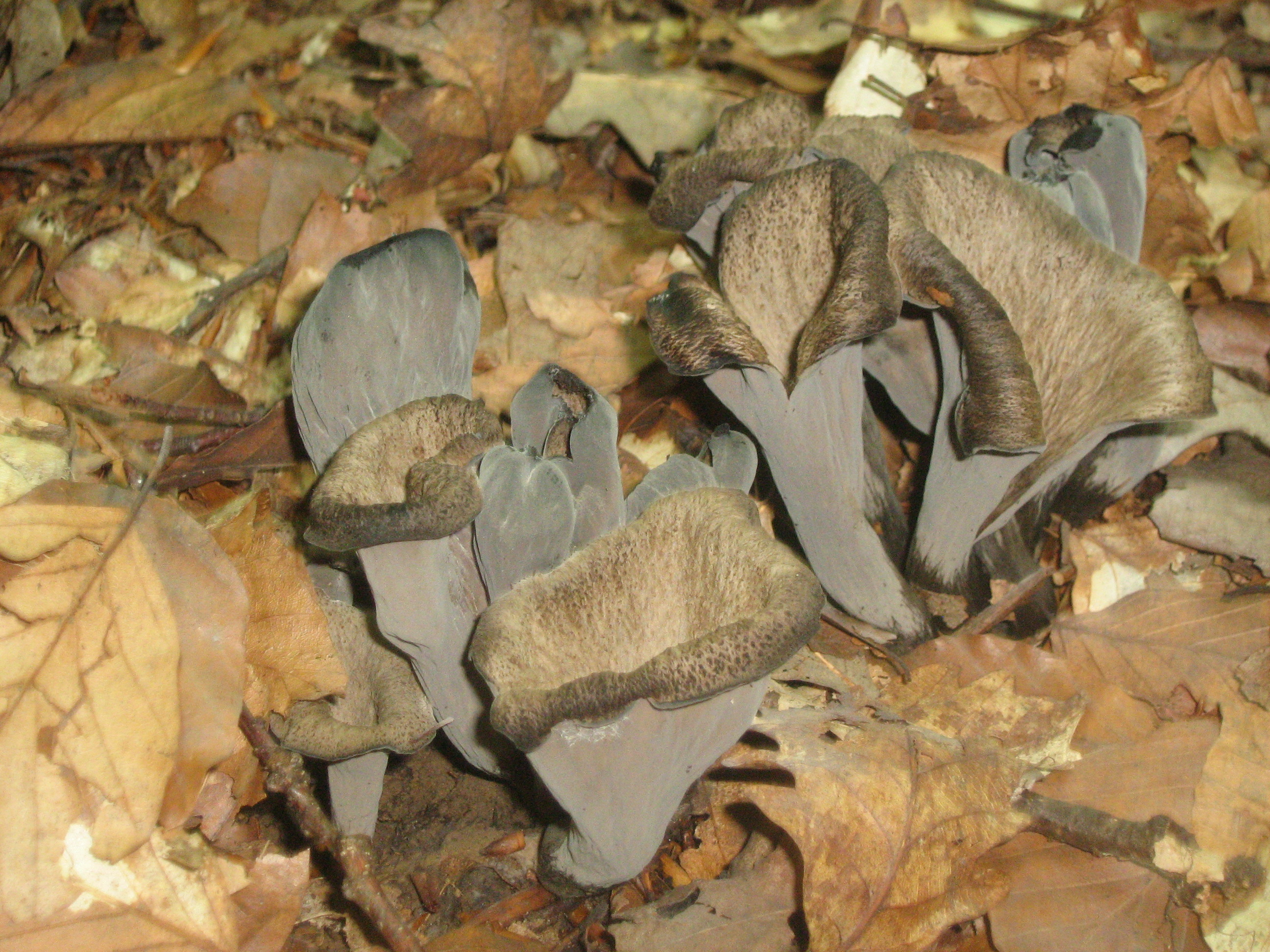
Craterellus cornucopiae

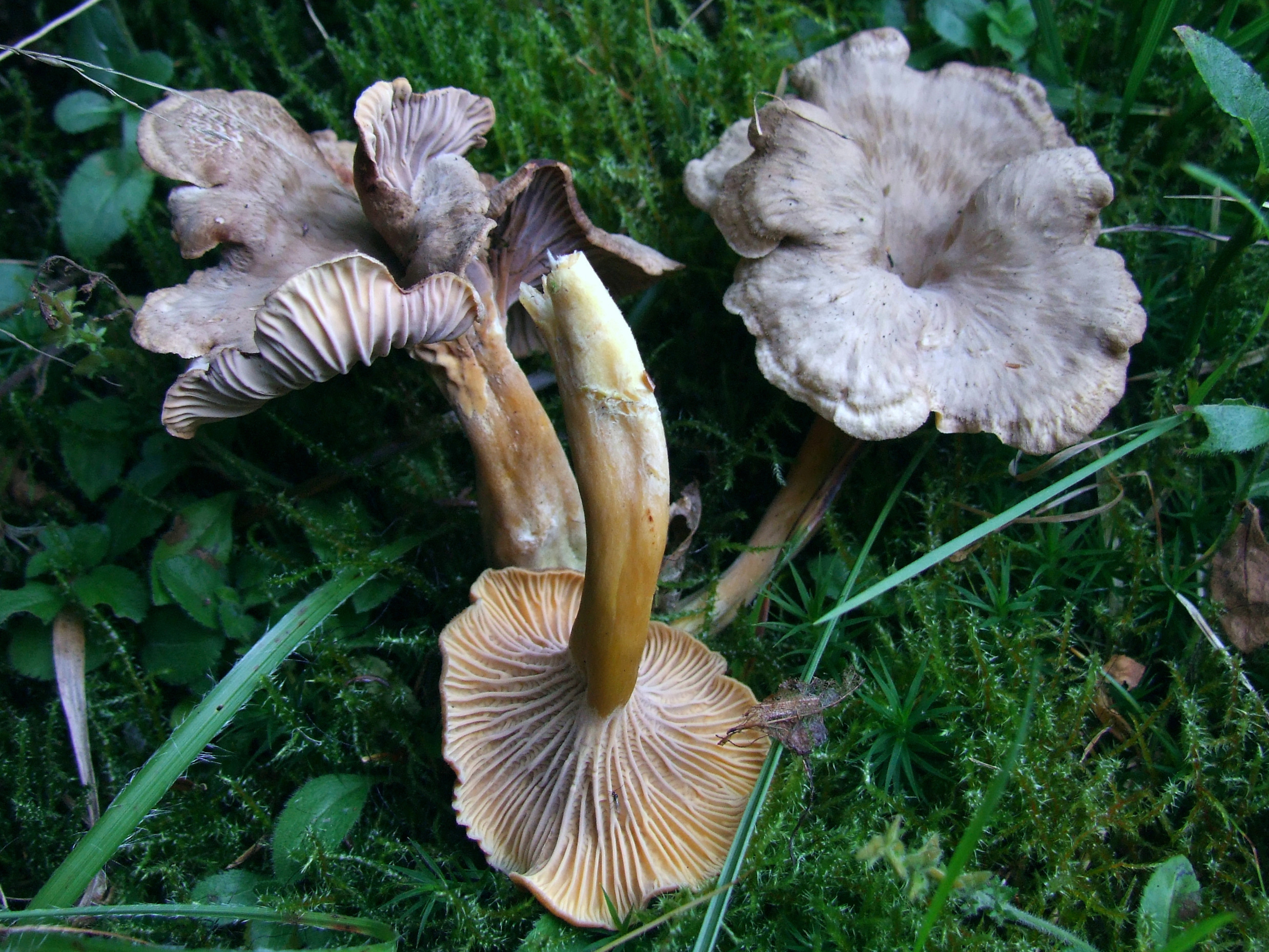
Craterellus tubaeformis
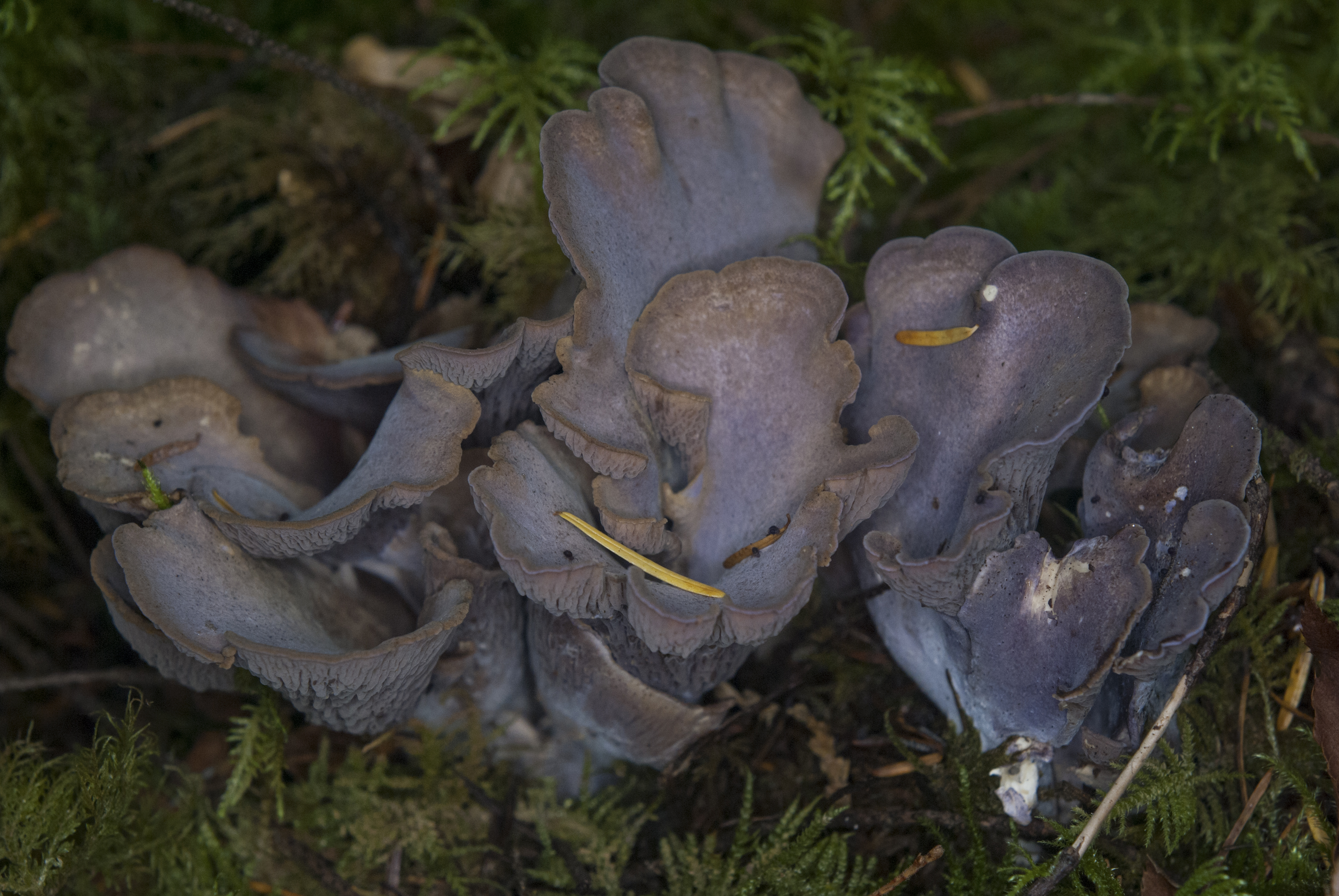
Gomphus clavatus
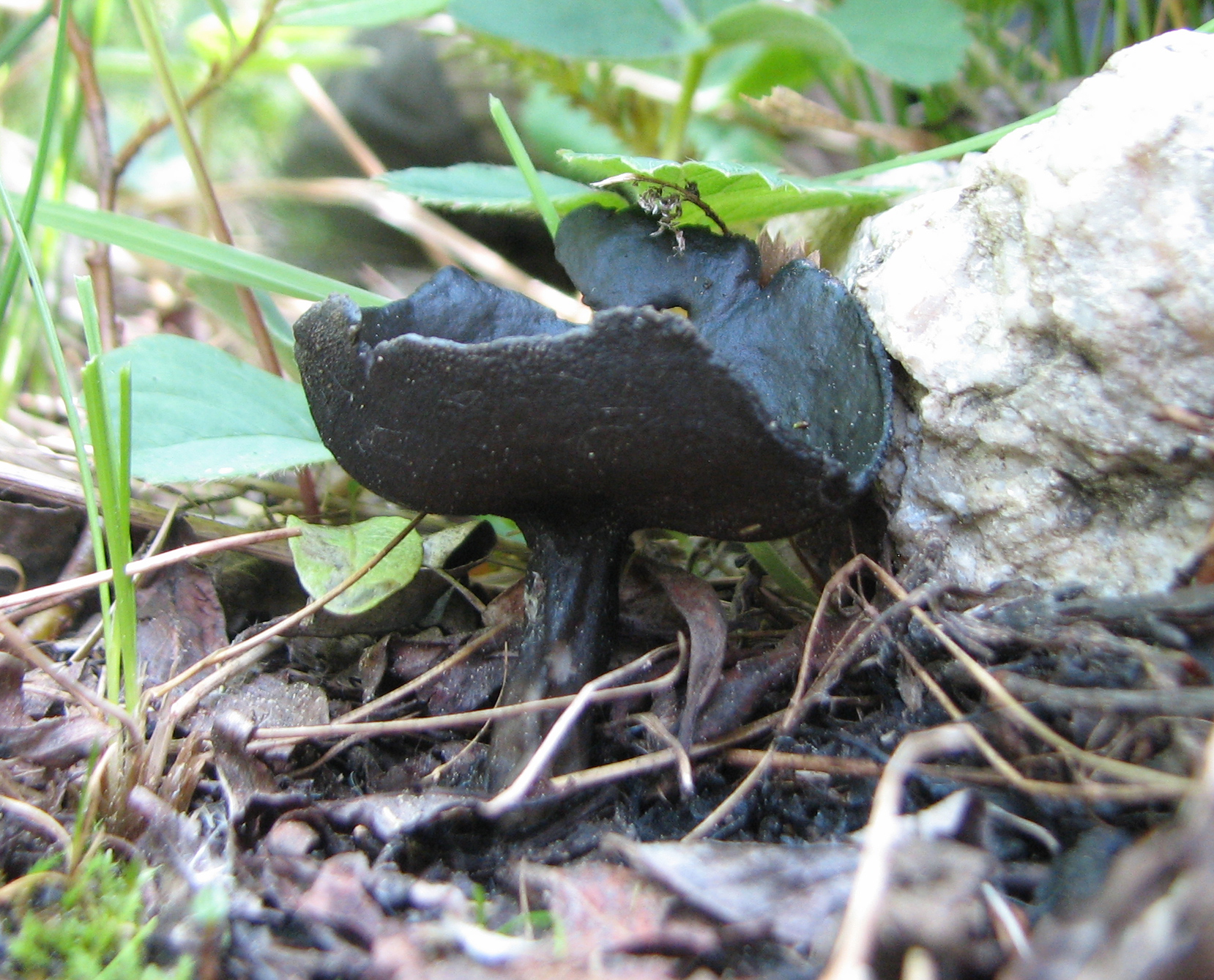
!!Helvella corium!!
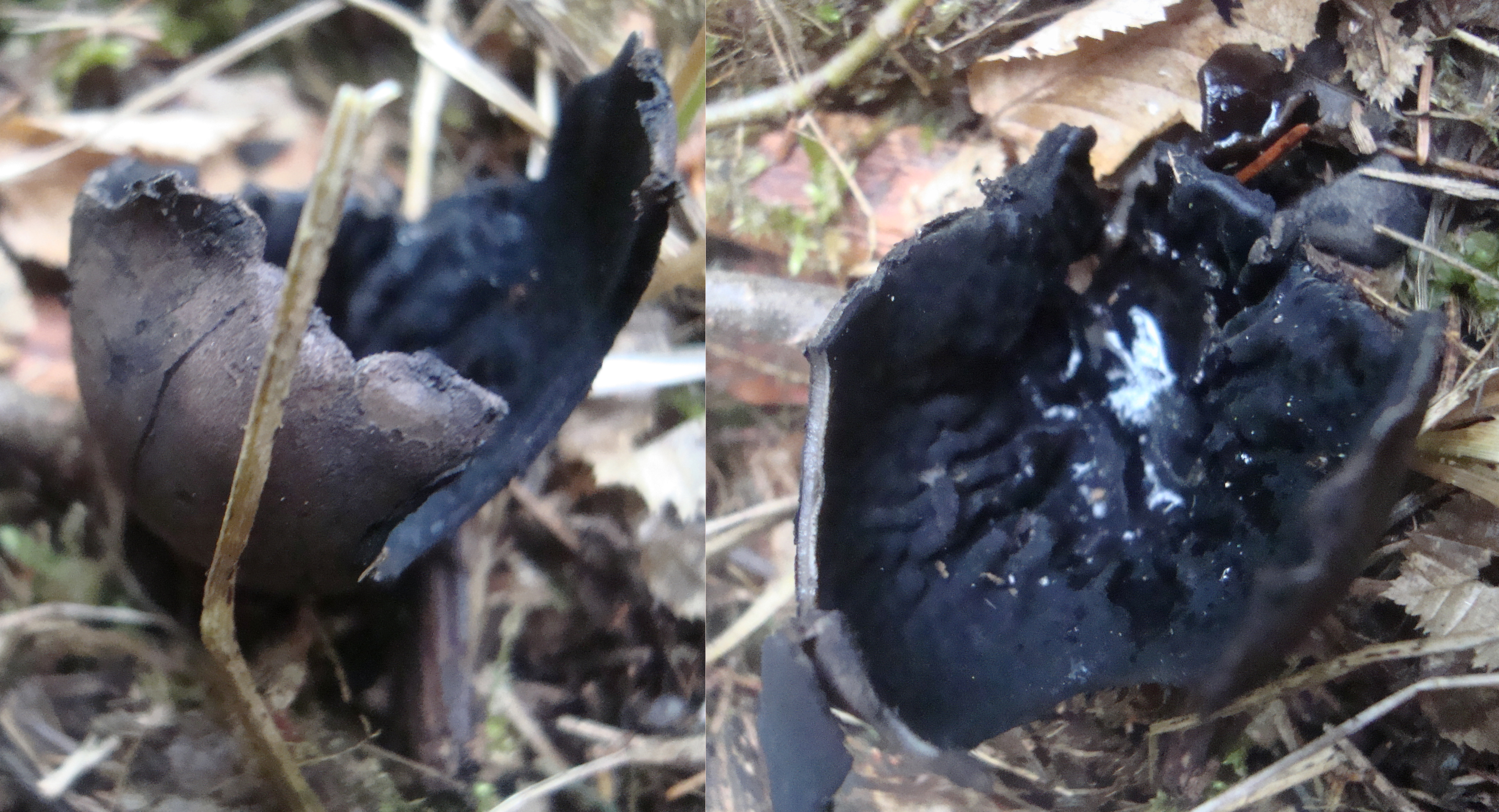
!Urnula craterium!

## Valorificare
Bureții proaspeți, tăiați  mărunt, pot fi pregătiți ca ciulama, de asemenea împreună cu alte ciuperci de pădure sau adăugați la un sos de carne, cu preferință de porc, pui sau iepure de casă. Cel mai bun fel de aplicare este uscatul. De abia atunci ciupercile dezvoltă aroma precum gustul lor extraordinar, amintind la acel de trufă. Ele se pot de asemenea adăuga ca praf la supe și alte sosuri sau ca ingredient la producerea de ketchup de ciuperci precum esență de bureți.